# František Vácha (politik sociální demokracie)
František Vácha (2. srpna 1878 Dobříč – 22. listopadu 1965 Pardubice) byl československý politik, starosta Pardubic, meziválečný poslanec a senátor Národního shromáždění za Československou sociálně demokratickou stranu dělnickou.

## Biografie
Vyučil se obuvníkem. Do Pardubic přišel na vyžádání skutečského dělnictva. Již předtím byl známý jako pracovitý odborový funkcionář v Praze. Od roku 1906 byl členem ústředního výboru odborového svazu. Od roku 1906 rovněž působil jako vydavatel časopisu Obuvník. Dne 14. října 1918 hrál významnou roli při demonstraci v Pardubicích.
V letech 1919–1923 byl starostou Pardubic. Podle údajů k roku 1930 byl profesí úředníkem Okresní nemocenské pojišťovny a náměstkem starosty v Pardubicích.
V parlamentních volbách v roce 1929 získal za Československou sociálně demokratickou stranu dělnickou poslanecké křeslo v Národním shromáždění. Později přestoupil do horní parlamentní komory. Po parlamentních volbách v roce 1935 získal totiž senátorské křeslo v Národním shromáždění. Mandát nabyl až dodatečně v listopadu 1938 jako náhradník poté, co zemřel senátor František Tomášek. V senátu setrval do jeho zrušení v roce 1939, přičemž krátce předtím ještě v prosinci 1938 přestoupil do nově vzniklé Národní strany práce.
Dne 28. srpna 1944 byl zatčen a cca dva měsíce vězněn v Terezíně.
Zemřel v Pardubicích 22. listopadu 1965.